# ميكيلي دالتون
ميكيلي دالتون (بالإنجليزية: Michele Dalton)‏ (5 نوفمبر 1988 في الولايات المتحدة - ) هي لاعبة كرة قدم أمريكية في مركز حراسة المرمى. لعبت مع شيكاغو رد ستارز وUMF Selfoss ‏ وKvarnsvedens IK ‏ وPhiladelphia Fever (WPSL) ‏.

## وصلات خارجية
- ميكيلي دالتون على موقع قاعدة بيانات كرة القدم.إي يو (الإنجليزية)
- ميكيلي دالتون على موقع Soccerway.com (الإنجليزية)